# Campeonato europeo de hockey sobre patines femenino de 2005
El VIII Campeonato europeo de hockey sobre patines femenino se celebró en Mira, Portugal, entre el 17 de julio y el 23 de julio de 2005. 
En el torneo participaron 6 selecciones: España, Portugal, Francia, Alemania, Suiza e Inglaterra. 
El formato utilizado fue el de Liguilla, y el equipo campeón fue la selección de Francia.